# Parque Arqueológico Los Cipreses
El Parque Arqueológico de Los Cipreses es un yacimiento arqueológico argárico situado en el municipio de Lorca, provincia de Murcia, España. Se trata de un pequeño asentamiento de carácter rural dependiente del gran poblado argárico documentado bajo el casco urbano de la ciudad de Lorca. Al tratarse de uno de los pocos ejemplos de yacimiento argárico en llanura, su carácter excepcional motivó su declaración como Bien de Interés Cultural por el Gobierno de Murcia en 2005.

## La cultura argárica
La cultura argárica se desarrolló a lo largo del III y II milenios a. C., en una amplia zona del sureste de la península ibérica que corresponde a las actuales provincias de Almería, Murcia, Jaén, Granada, Alicante y Albacete. Se caracteriza por la práctica de las inhumaciones individuales en los mismos espacios habitacionales (primero en cistas y más tarde en grandes vasos cerámicos, pithoi), así como por la alta calidad de su cerámica y el alto grado de desarrollo metalúrgico.
El medio geográfico condicionó el emplazamiento de los asentamientos argáricos. Así, suelen situarse próximos a nacimientos de agua o ramblas, dominando las tierras de aprovechamiento agrícola, ganadero o minero. Los poblados argáricos se establecen en elevaciones naturales o en llano. Los asentamientos en cerro o en altura cierran las zonas de fácil acceso con murallas, que pueden disponer de torres cuadrangulares adosadas como en el Cerro de Las Viñas (Coy). Otro tipo de poblados se asientan en llano o pie de monte, con casas aisladas sin ningún tipo de construcción defensiva. Este modelo de poblamiento en llanura se ha documentado en la comarca de Lorca con las excavaciones de El Rincón de Almendricos y Los Cipreses.

### La casa argárica
La vivienda argárica presenta planta rectangular, cuadrada, absidal, trapezoidal o semicircular. Los muros exteriores son de piedra, y se encuentran reforzados con postes de madera verticales. Los muros interiores podían ser de adobe dispuesto sobre un zócalo de piedra. Las casas a la vez que servían de vivienda eran el lugar de trabajo, hallándose en su interior el hogar, las tinajas de almacenamiento, telares, molinos, etc.
En el caso particular de las viviendas inhumadas en Los Cipreses aparecen en el exterior de las viviendas muros en forma de arco a modo de paravientos que permitirían efectuar trabajos en el exterior de la vivienda.

### La metalurgia en la cultura argárica
El trabajo de los metales alcanzó un gran desarrollo con los grupos argáricos. Muchos de sus asentamientos se situaron junto a los yacimientos de cobre del sureste de España. 
El proceso de explotación del cobre se iniciaba con la extracción del mineral por medio de mazas y martillos de piedra, se trituraba en morteros y se fundía en una tinaja de arcilla o en crisoles de barro. El mineral una vez fundido, se vertía en moldes que tenían la forma del objeto que se quería realizar. Los análisis de objetos de cobre han demostrado que este mineral en su estado natural es portador de otros metales (arsénico, antimonio, plomo, etc.) que se alean de forma natural en el proceso de fundición, dando al objeto una mayor dureza.
En el caso particular de Los Cipreses, y el resto de asentamientos descubiertos en Lorca, los afloramientos de mineral de cobre se sitúan en las cercanas serranías de Tercia y de Enmedio.

### La cerámica argárica
La calidad de las cerámicas argáricas es excepcional y demuestra una alta especialización, un dominio de la técnica y un gran comercio desde los centros alfareros. La cerámica se modelaba a mano y generalmente no presentaba decoración. La superficie exterior pulida ofrece un brillo característico de estas piezas, acentuado en las piezas bruñidas. Las vasijas cerámicas tuvieron una doble finalidad: vajilla de cocina y cerámica funeraria.

### El enterramiento
El enterramiento argárico característico consiste en la inhumación individual en el interior de los poblados, en el subsuelo de las casas o próximos a ellas. Hay varios tipos de tumba: covacha, fosa, cista y urna. 
El cadáver era enterrado flexionado, vestido y con un ajuar compuesto por objetos de metal (útiles y armas), cerámica y objetos de adorno personal. Los recipientes cerámicos y los restos de huesos de animal en el interior de las tumbas son evidencias de un ritual funerario en el que podrían suministrar comida y bebida para un “viaje al más allá”. La situación de las tumbas en el interior de los poblados sugiere una estrecha relación entre vivos y muertos y un posible culto a los antepasados.

## El Parque Arqueológico de Los Cipreses
Los trabajos de excavación llevados a cabo en  Los Cipreses ha permitido conocer la vida cotidiana de sus habitantes en el tercer milenio a. C.
En las diferentes campañas de excavación arqueológica se han documentado restos de ocho casas, todas ellas de carácter individualizado con planta de tendencia oval, con el fondo de forma absidal, semiexcavadas en el terreno adaptándose a la topografía natural del mismo y delimitadas por gruesos muros de piedra. 
El interior aparece compartimentado en dos espacios separados por un tabique construido con un zócalo de piedra y un alzado de adobe. La zona interior, más alejada de la entrada y con forma absidal, es más pequeña y se interpreta como posible lugar de almacenamiento debido a los materiales hallados. En el espacio donde se abre la entrada se suelen encontrar el hogar, grandes tinajas de almacenamiento, bancos de piedra, mesas de trabajo y piedras de molino.
Las paredes de las casa pudieron estar enlucidas en su interior, como se ha documentado en la casa 1 (Casa de la Cocina), donde aparecen abundantes enlucidos de color violeta sobre los adobes. De la fase final de utilización de esta casa se recuperaron algunos fragmentos de enlucido con cuatro capas superpuestas que alternan los colores rojo y beige, lo que permite apuntar que estas paredes debieron ser revocadas periódicamente.
Las primeras hiladas de los muros están configuradas con piedras de gran tamaño, mientras que el alzado fue construido con piedras de menores dimensiones con abundancia de ripios, posiblemente empleados para rellenar los huecos entre la cara interior y exterior del muro. 
Los suelos hallados son de tierra apisonada, de color anaranjado, generalmente asentado sobre las gravas naturales recortadas. En algunas ocasiones se ha documentado el pavimento de las casas perforado para practicar las fosas de enterramientos (casa 3).
La techumbre estaría construida con un entramado de troncos de madera, cañizo y esparto unidos con barro. El adobe que formaba la techumbre se quemaba para hacerlo más compacto e impermeable. Posiblemente las techumbres sobresalían apoyándose en postes de madera creando estrechos porches junto a los muros. En las cercanías de las casas de este poblado también se disponían hogares y sepulturas.
Las casas eran a la vez vivienda, taller y lugar de enterramiento.

### Casa 1 o Casa de la Cocina
Es la casa de mayores dimensiones hallada en el yacimiento de Los Cipreses. Sus paredes estuvieron enlucidas de color violeta. En el centro de esta casa se halló un elemento singular formado por un gran hogar semicircular y un banco adosado al muro, que la diferencia del resto.

### Casa 2 o Casa del Almacén
Se encuentra perfectamente compartimentada en dos espacios por un tabique perpendicular a sus muros. En esta casa fue hallado un almacén semicircular cerca de la entrada que conservaba en su interior numerosos fragmentos de cerámicas de almacenamiento, dos molinos y una lámina de sílex, elementos que pueden estar relacionados con la siega y procesamiento de los cereales.

### Casa 3
En esta casa destaca el hallazgo de dos enterramientos en grandes contenedores de cerámica bajo el suelo. 

### Casa 4 o Casa del Molino
Esta casa presenta un nuevo muro que se une al muro perimetral probablemente empleado como “paravientos”, a su amparo se podían desarrollar actividades fuera de la casa. Entre los materiales hallados en el interior de la casa destacan un gran molino barquiforme para la molienda de semillas (cebada) y frutos (bellota).

### Casa 5 o Casa del Telar
Su interior se compartimenta en dos habitaciones por un tabique: en la parte delantera un espacio abierto destinado a tareas domésticas, y al fondo otra habitación destinada el almacenamiento de alimentos, enseres y útiles de trabajo. En esta casa se halló un conjunto de pesas de telar que indican el trabajo textil (lino y lana).

### Casa 6 o Casa de la Bellota
En esta casa se documentaron dos grandes vasijas con bellotas carbonizadas y esparcidas por el suelo. Al fondo de la casa se halló una acumulación de objetos, entre ellos piezas de sílex de una hoz y un enterramiento infantil dentro de una cerámica. Esta casa sufrió reformas compartimentándola con una nueva habitación. 

### Recreación de una vivienda argárica
Casa argárica recreada fuera del yacimiento a partir de una de las casas halladas en el poblado. La construcción de muros, techumbres y otros elementos se ha llevado a cabo aplicando la metodología de la arqueología experimental. En el interior se han reproducido algunos de los enseres hallados, como vasijas cerámicas, útiles para la molienda y elementos de esparto.